# 喜沢南
喜沢南（きざわみなみ）は、埼玉県戸田市の町名。現行行政地名は喜沢南一丁目および二丁目。住居表示実施地区。郵便番号は335-0014（蕨郵便局管区）。

## 地理
戸田市の南東部に位置する。地区内に鉄道は通っていないが、JR埼京線戸田公園駅が最寄り駅となっている。川口市緑町と隣接している。都市計画による工業地域に指定され、工場が多い地帯である。

### 河川
- 菖蒲川

## 歴史

### 沿革
- 1967年（昭和42年）4月1日 - 戸田市大字下笹目の一部から喜沢南一丁目および二丁目が成立[5]。

## 世帯数と人口
2017年（平成29年）10月1日現在の世帯数と人口は以下の通りである。
| 丁目         | 世帯数    | 人口    |
| ------------ | --------- | ------- |
| 喜沢南一丁目 | 1,309世帯 | 3,183人 |
| 喜沢南二丁目 | 833世帯   | 1,818人 |
| 計           | 2,142世帯 | 5,001人 |

## 小・中学校の学区
市立小・中学校に通う場合、学区は以下の通りとなる。
| 丁目         | 番地 | 小学校                 | 中学校             |
| ------------ | ---- | ---------------------- | ------------------ |
| 喜沢南一丁目 | 全域 | 戸田市立戸田第二小学校 | 戸田市立喜沢中学校 |
| 喜沢南二丁目 | 全域 | 戸田市立戸田第二小学校 | 戸田市立喜沢中学校 |

## 交通
- 東京都道・埼玉県道68号練馬川口線（オリンピック通り）
- あすなろ通り

## 施設
一丁目
- 戸田市立喜沢中学校
- 戸田市下戸田ポンプ場
- 第一スカイハイツ
- 喜沢南公園
- 喜沢南児童遊園地

二丁目
- 戸田市立戸田第二小学校
- 喜沢南保育園
- 喜沢南2丁目児童遊園地